# Aurotioglucoză
Aurotioglucoza este un compus chimic derivat de aur, fiind utilizat ca medicament antireumatic, în tratamentul artritei reumatoide. Calea de administrare disponibilă este cea intramusculară.
Formula sa chimică este AuSC6H11O5 și este un derivat de glucoză și de aur.